# I complessi
I complessi è un film a episodi del 1965 diretto da Luigi Filippo D'Amico, Dino Risi e Franco Rossi.

## Trama

### Una giornata decisiva
Il timido impiegato Quirino Raganelli è innamorato della sua collega ventiquattrenne Gabriella, così prova a conquistarla durante una gita aziendale. La ragazza sembra ricambiare (i due, rimasti soli in una cabina dopo un improvviso acquazzone, si scambiano anche un bacio). Quirino le chiede se vuole sposarlo e Gabriella non dice di no. Però gli rivela che è stata amante per più di due anni del collega Alvaro, sposato, così chiede a Raganelli di intercedere per lasciarlo.
Raganelli è talmente timido da non prendere posizione nel chiarimento a tre e scatena l'ira della ragazza, che non vuole più saperne di lui.
Al termine del viaggio di ritorno, Raganelli si ritrova (sempre per il suo fare impacciato) letteralmente catturato dalla collega Giulia, segretaria del presidente, nubile e racchia, che alla fine della serata lo trascina verso casa sua per presentarlo a sua madre.

### Il complesso della schiava nubiana

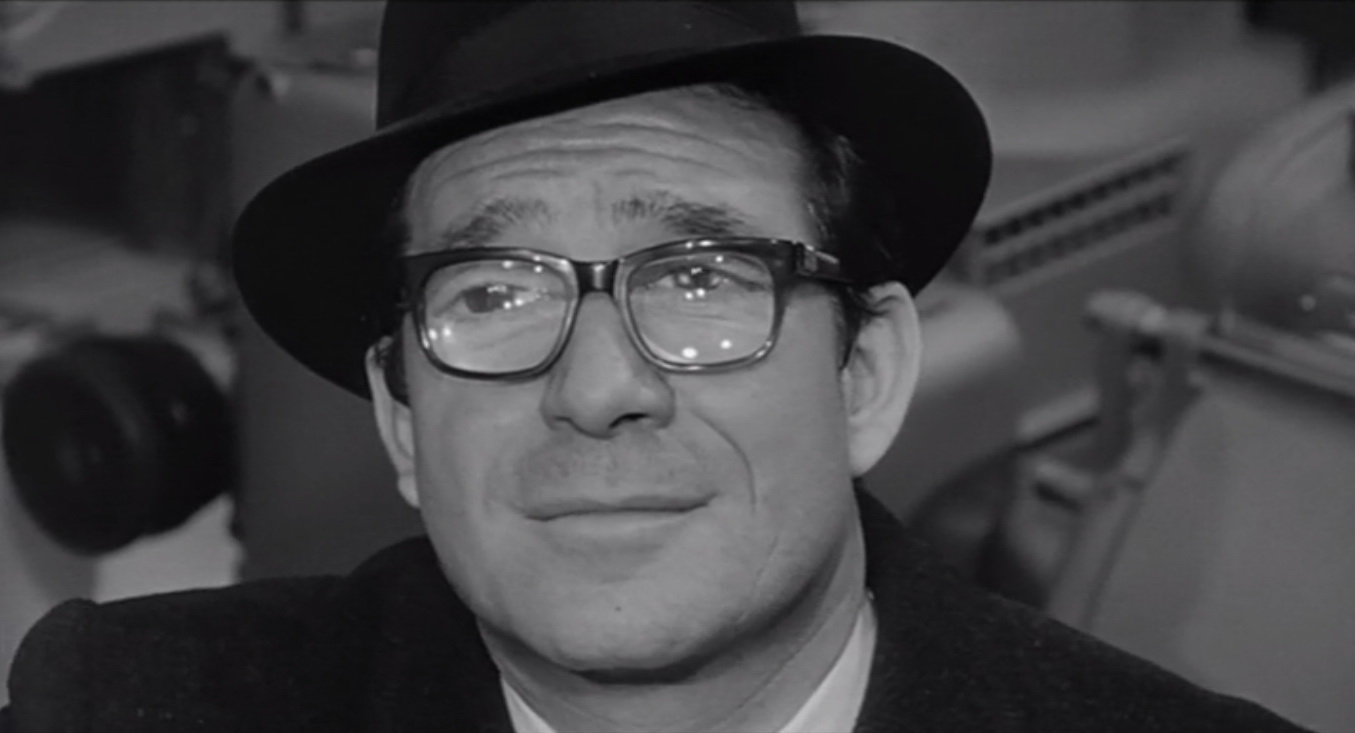
Gildo Beozi (Ugo Tognazzi) in una scena dell'episodio

Gildo Beozi è un boiardo di Stato cattolico e moralista. È sposato e padre di tre figli, con il quarto, una bambina, in arrivo; inoltre è omonimo di un certo Guido Beozi, noto playboy con il quale, tiene a sottolineare con continue lettere ai giornali, non ha niente a che fare.
Le doglie arrivano in anticipo. Trova la moglie Erminia ricoverata in una stanza a pagamento e non nel reparto. Chiede da dove avevano preso i soldi, dato che distribuisce in beneficenza il 100% delle sue entrate, trattenendo per la propria famiglia solo l'equivalente dello stipendio di un operaio metal-meccanico di medio livello. Così scopre che la moglie aveva partecipato a un film peplum, durante una scena del quale appariva a seno nudo: temendo uno scandalo, s'impegna a far sparire tutte le pellicole in circolazione in Italia.
Per sua fortuna, il film era già stato tagliato dalla commissione censura proprio nella scena che gli interessava ma, dolendosi che i suoi componenti l'avessero vista, li fa trasferire.
La pellicola era stata co-prodotta con l'Egitto: quindi, utilizzando fondi e risorse della compagnia pubblica di cui è manager, scambia tutto il materiale destinato a quel paese con 200 km di tubi da oleodotto e 12 bulldozer.
Non gli rimane che far sparire le foto di scena, negativi compresi, depositati a Piacenza presso lo studio Foto Nardi. Alla ricerca del proprietario Italo Nardi, indirizzato da un antiquario che lo crede gay come lui, si ritrova immischiato in un party per omosessuali. Dopo un'irruzione della polizia, viene travolto dallo scandalo che tanto temeva: questa volta è il playboy Guido Beozi che, tramite i giornali, fa sapere di non avere niente a che fare con Gildo Beozi.

### Guglielmo il dentone
Guglielmo Bertone è un uomo molto ferrato e risoluto che partecipa, unico non raccomandato, al concorso Rai per diventare il nuovo lettore del telegiornale. La sua preparazione è così vasta e approfondita, da eccellere in otto lingue, «compreso l'arabo e l'ebraico», e in molte materie: storia, geografia, politica, moda, persino codice civile, codice stradale (rigetta a ragione una contravvenzione, per aver parcheggiato contromano in una strada a senso unico senza aver recato intralcio). Ha pure una dizione perfetta, ma ha un unico grosso difetto: una dentatura molto pronunciata, a causa della quale viene soprannominato dagli altri aspiranti al concorso "Il dentone".
Per questo aspetto, ritenuto l'antitesi della telegenia, la giuria tenta con ogni pretesto di eliminarlo, senza che nessuno dei componenti trovi il coraggio di spiegargli apertamente la questione. La giuria gli preferisce Francesco Martello, un giovane di bella presenza che è riuscito a superare con una certa benevolenza della commissione tutte le selezioni, anche perché fidanzato con l'attrice Gaia Germani.
Tuttavia, alla fine l'unico posto disponibile è ottenuto da Bertone, che è riuscito a prevalere superando ogni genere di prova: più di mezz'ora di scioglilingua; una prova scritta sull'Inghilterra e sul Mercato Comune Europeo (conclusa con una scrittura perfetta, impiegando un'ora sulle cinque disponibili, con citazioni in arabo, tedesco e fiammingo); cavilli giuridici (escluso dalla prova orale perché la domanda era arrivata il 2 aprile, con due giorni di ritardo rispetto alla scadenza, era stato riammesso per aver dimostrato, con la presenza di due giornalisti e di un fotografo da lui chiamati, che la raccomandata era stata spedita il 29 marzo); domande a trabocchetto («La città di Manaus è nella Germania Est o nella Germania Ovest?»); interruzione anticipata delle sue risposte «recenti e precise» (alla domanda «Gli affluenti del fiume Giordano in Terra d'Israele quali sono?» si limita a elencare i fiumi Hasbani, Dan e Banyas, escludendo lo Yarmuk che, seppur segnato sulla carta geografica in dotazione del 1960, era stato deviato nel 1961), cogliendo alla sprovvista l'intero corpo di esaminatori.
Così Bertone arriva a conquistare non solo la simpatia degli italiani che guardano il telegiornale, ma anche le gemelle Kessler, che lo attendono all'uscita degli studi di via Teulada.

## Produzione
Nel terzo episodio, quello diretto da Luigi Filippo D'Amico, Guglielmo il dentone, in cui Alberto Sordi interpreta un giovane e brillante giornalista dalla dentatura prominente che aspira a diventare lettore del Telegiornale della sera della Rai, appaiono numerosi personaggi del mondo della televisione di allora che interpretano se stessi: il regista Nanni Loy, Edy Campagnoli, Lelio Luttazzi, Alessandro Cutolo, Armando Trovajoli, Vincenzo Talarico, Leo J. Wollemborg, Gaia Germani, le gemelle Kessler.